# Gårdstjärnen (Arvidsjaurs socken, Lappland, 726815-166442)
Gårdstjärnen är en sjö i Arvidsjaurs kommun i Lappland och ingår i Byskeälvens huvudavrinningsområde.